# Chionaspis hamoni
Chionaspis hamoni är en insektsart som beskrevs av Liu och Kosztarab 1987. Chionaspis hamoni ingår i släktet Chionaspis och familjen pansarsköldlöss. Inga underarter finns listade i Catalogue of Life.